# Talcahuano
Talcahuano város Chile, a VIII. (Biobío) régióban, Concepción tartományban. A 2002-es népszámlálás szerint a város lakossága 171 383 fő, a település területe pedig 92,3 km².

## Képek

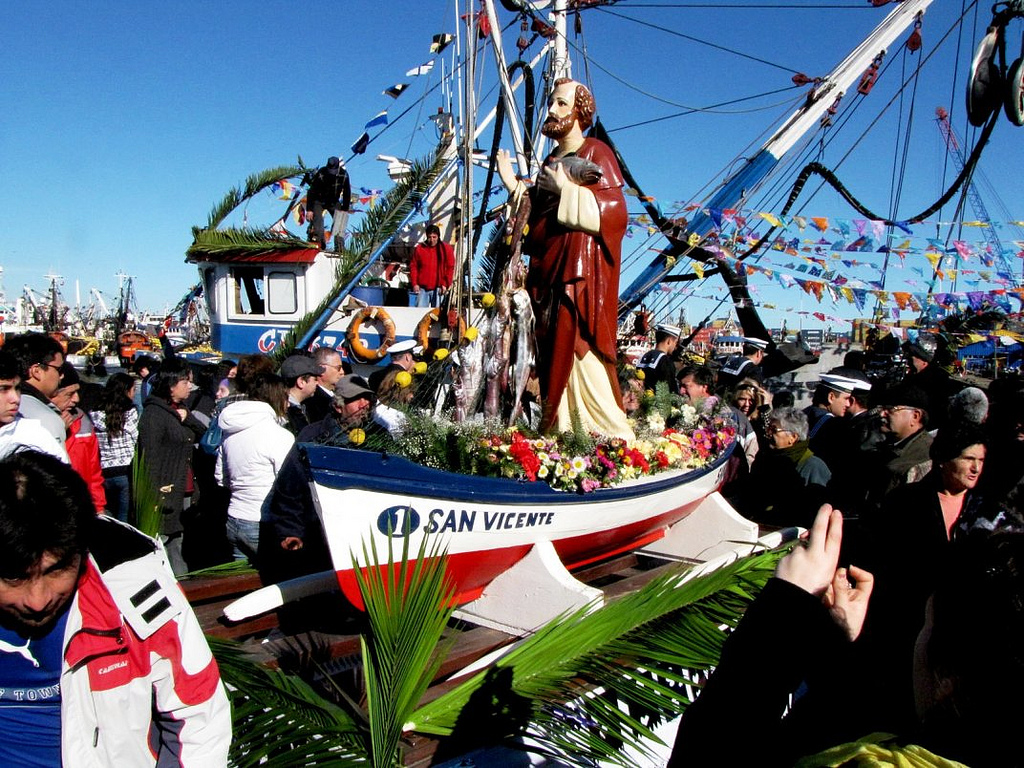
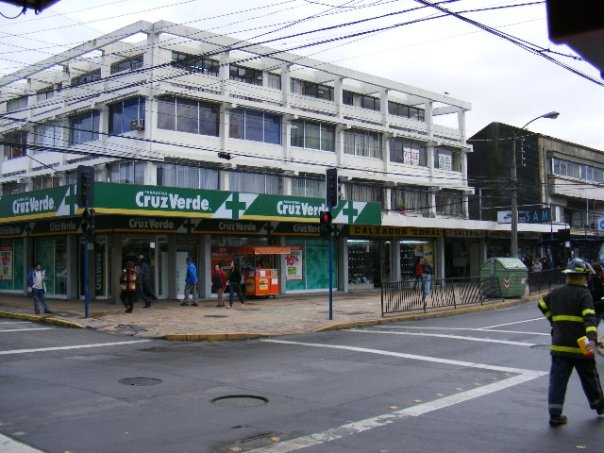
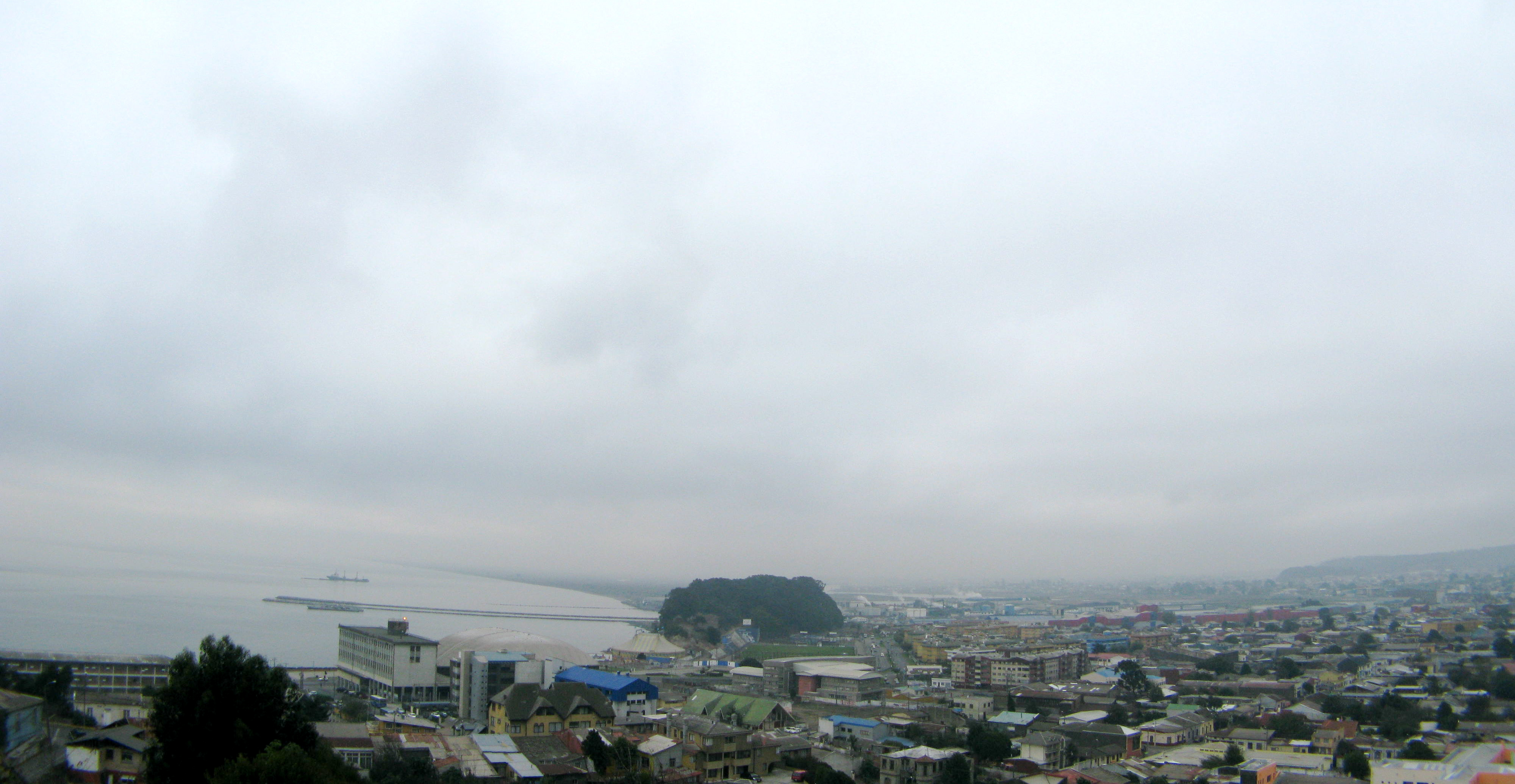
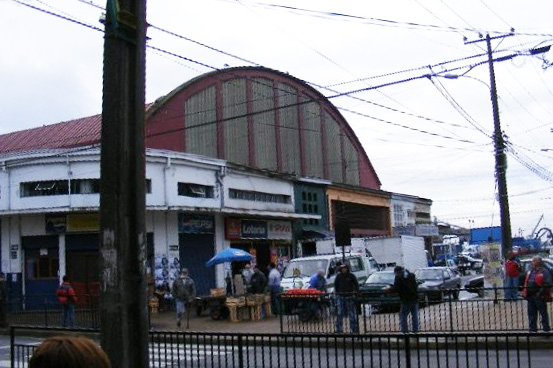
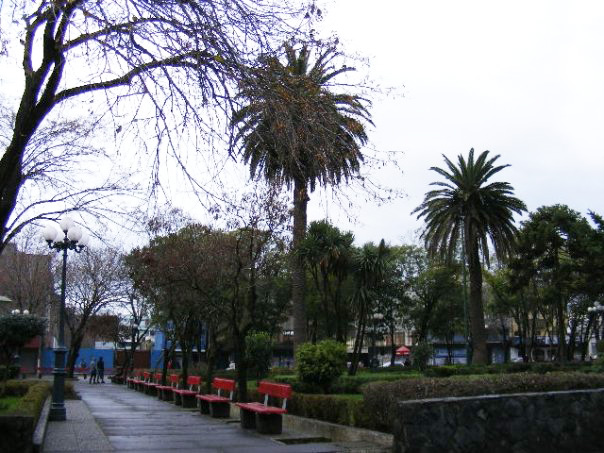

## Testvértelepülések
| - Bahía Blanca, Argentína |